# Головы призраков

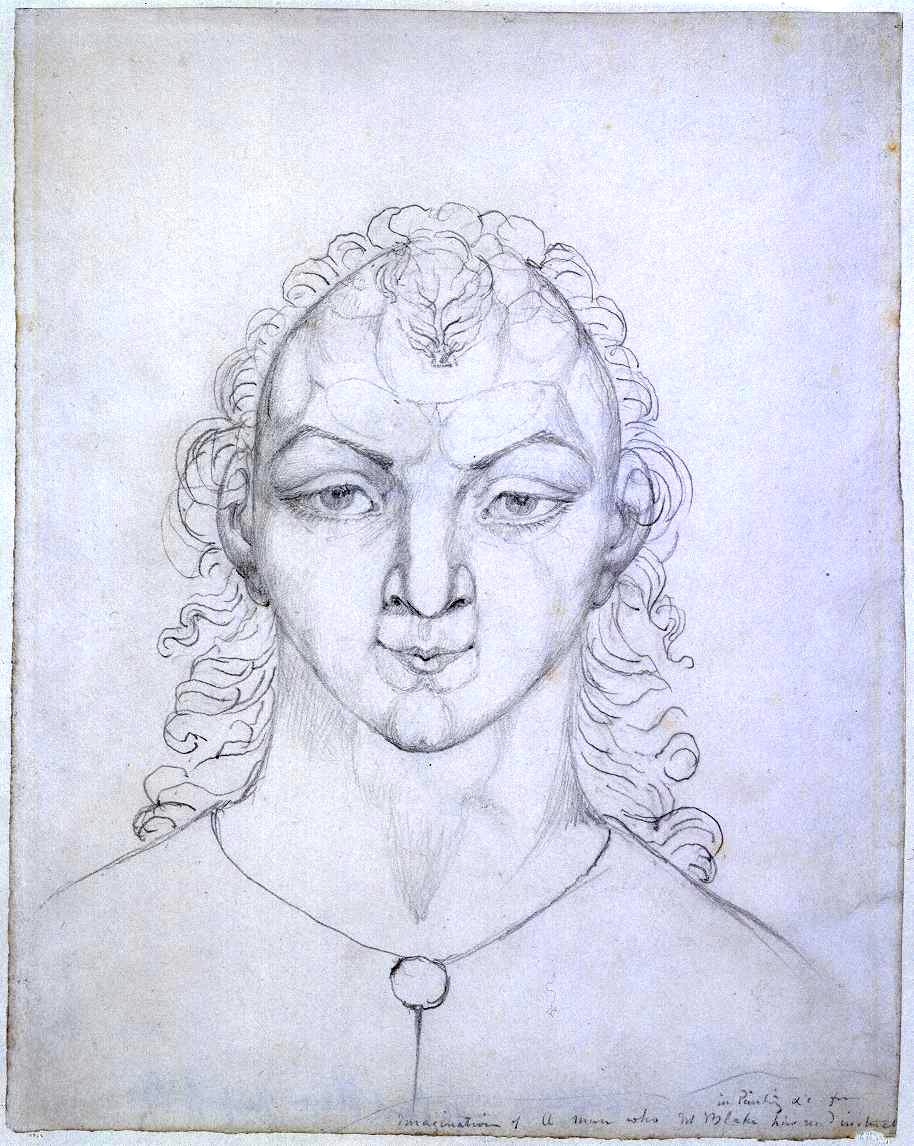
«Образ человека от которого Блейк получил наставления в живописи» (предполагаемый «духовный автопортрет» Уильяма Блейка)

Головы призраков — это серия карандашных рисунков Уильяма Блейка, выполненных после 1818 года по просьбе и в присутствии Джона Варли (1778—1842), художника-акварелиста и астролога. Сюжетами этих рисунков послужили известные исторические и мифологические персонажи, являвшиеся Блейку в его видениях в течение ночных сеансов, словно позируя художнику. Большинство этих рисунков содержатся в двух альбомах малого и среднего размеров, но имеются свидетельства существования третьего альбома большего формата, что подтверждается наличием некоторых рисунков на отдельных листах, по-видимому, извлечённых из него. Как и большинство других работ Блейка, рисунки этой серии послужили предметом серьёзного изучения специалистов.
Среди Голов Призраков, запечатлённых Блейком, имеются изображения Давида, Соломона, Вирсавии и Урии, Навуходоносора, Саула, Лота, Иова, Сократа, его жены Ксантиппы, Юлия Цезаря, Иисуса Христа, Мухаммеда, Мерлина, Боудикки, Карла Великого, Оссиана, Робина Гуда, Каратака, Эдуарда I, его жены  королевы Элеоноры Кастильской, Чёрного принца, Эдуарда III, Уильяма Уоллеса, Уота Тайлера, Роджера Бэкона, Джона Мильтона, Вольтера, а также Дьявола, Сатаны, «Рака», «Человека, который построил пирамиды», «Человека, научившего Блейка живописи» и т. д. Самым известным изображением из этой серии является картина Блейка «Призрак Блохи», а также рисунок «Голова Призрака Блохи».

## История создания

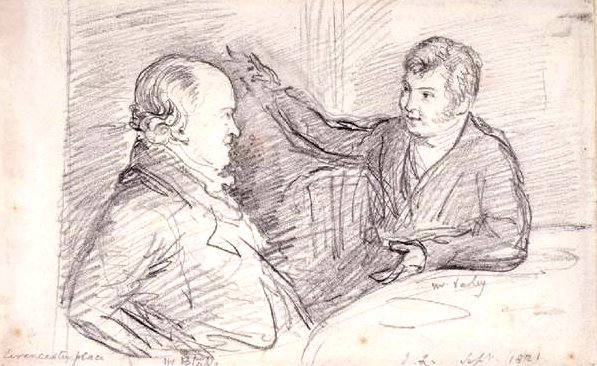
Уильям Блейк беседует c астрологом Джоном Варли. Рисунок Джона Линнелла, 1818 год

Уильям Блейк утверждал, что с самого раннего детства и в течение всей жизни ему являлись видения, в которых его посещали духи людей из далекого прошлого, а также призраки его умерших друзей, дававшие ему вдохновение для его поэзии и живописи. Он также верил, что его посещали Архангелы, наставляя и поощряя его создавать литературные и художественные произведения, которыми эти же Архангелы восхищались, читая и любуясь ими. В 1800 году Блейк писал: «Я знаю, что наши умершие друзья в действительности становятся ближе к нам, чем когда они были очевидны для наших бренных органов восприятия. Тринадцать лет назад я потерял брата, и с его призраком я духовно беседую ежедневно и ежечасно, и вижу его в своей памяти, в области воображения. Я выслушиваю его советы, и даже сейчас пишу под его диктовку».
В сентябре 1818 года успешный молодой художник Джон Линнелл, один из лучших друзей и щедрых покровителей Уильяма Блейка, познакомил Блейка со своим бывшем учителем Джоном Варли. Варли был впечатлён рассказами Блейка о своих видениях, считая их явлениями из духовного мира астрологии. Он убедил Блейка запечатлеть образы этих видений в его присутствии, чтобы он смог проиллюстрировать ими свой «Трактат по зодиакальной физиогномике», который он опубликовал затем в 1828 году, уже после смерти Уильяма Блейка.
В 1819—1820 годах, Блейк и Варли часто встречались в доме у Варли и, начиная с 9:00 вечера до 5:00 утра, играли в игру, в которой Варли предлагал Блейку вызвать дух того или иного исторического лица или мифологического персонажа. При появлении духа, Блейк пытался изобразить его на бумаге. Эти наброски, многие из которых сохранились, являются «духовными образами» многих очень известных людей прошлого, которые, по утверждению Блейка являлись ему в видениях, во время этих сессий.

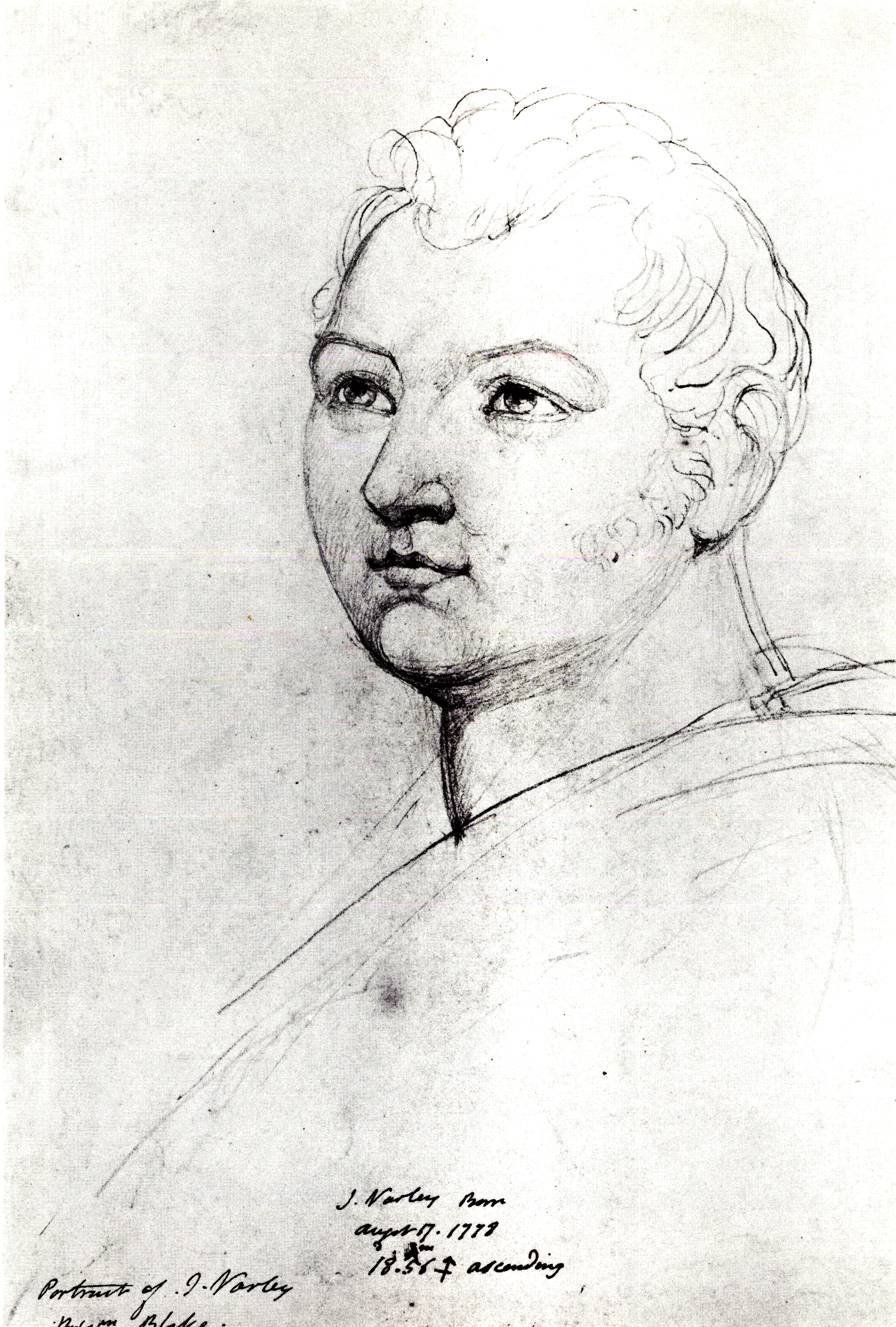
Уильям Блейк: Портрет Джона Варли, ок. 1818; 280×192 мм, Национальная портретная галерея (Лондон)

Биограф Блейка Александр Гилкрист описывает эти встречи следующим образом:
«Варли предлагал: „Нарисуйте мне Моисея“ или Давида, или вызовите призрак Юлия Цезаря или Кассивелауна или Эдуарда Третьего, или какой-либо другой великой исторической личности. Блейк отвечал: „Он — там!“, брал бумагу и карандаш начинал рисовать с величайшей готовностью и хладнокровием, глядя время от времени так, будто перед ним находилась реальная модель. Тем временем простодушный Варлей, напрягая задумчивые глаза, глядя в пустоту и ничего не видя, хотя он очень старался и поначалу ожидал, что его вера и терпение, будут вознаграждены явлением подлинного привидения. „Видение“ для Блейка означало нечто совсем иное, не имея буквального смысла, как у Варли. Иногда Блейк должен был ожидать появления призрака, иногда дух не являлся на его зов. В иной раз, в самый разгар работы над портретом, призрак вдруг внезапно исчезал, и в своем обычной спокойной манере и с теми же прозаическим видом Блейк говорил: „Он испарился“ и замечал: „Я не могу продолжать, — он исчез я должен ждать, пока он вернётся“; или: „он переменил позу, у него рот исчез“ или „Он хмурится, он недоволен моим портретом“ так, словно привидение глядело через плечо художника и одновременно сидело напротив него в качестве модели. Призрак самого дьявола вежливо позировал Блейку расположившись в кресле напротив него, а затем невинно растворялся в воздухе, — поведение, которое трудно ожидать от духа зла, с его известной страстью к беспричинному причинению вреда».
Иногда эти встречи носили характер публичных собраний, как отмечает Бентли: «Эти полуночные сеансы привлекли внимание многих, кто при иных обстоятельствах игнорировали бы Блейка, и удивительно много сенсационных сообщений проникло в печать — отчёты, которые, однако, может быть по-существу были правдивы, по крайней мере, они достаточно последовательны и соответствуют надписям под рисунками серии „Головы призраков“».
Джон Варли оставил свой отчёт об этих собраниях, проходивших почти каждую ночь, зафиксировав многие даты и описав обстоятельства некоторых вечеров. Он сделал множество подробных надписей под рисунками Блейка, которые теперь помогают классифицировать их. Он также создал два списка известных как «Списки Варли: Головы Призраков» (A и B), где он перечислил около 90 (некоторые повторяются) названий «Портретов видений, нарисованных У. Блейком, которые являлись ему и оставались до тех пор, пока он не завершит рисунок…» Джон Линнелл, который также принимал участие в этих событиях и сделал копии многих из этих блейковских рисунков, чтобы впоследствии награвировать их для «Трактата» Варли, написал собственный отчёт и мнение по этому вопросу в своих Дневнике и Автобиографии (полностью процитированных Джеральдом Идсом Бентли-младшим в его «Blake Records» («Документальных материалах о Блейке»),  см. Библиографию ниже). По мнению исследователя Блейка Джеффри Кейнса:
«Варли относился к этому любопытному времяпрепровождению гораздо более серьёзно, чем Блейк. Для последнего это было удовлетворение от использования способностей своей живой образной памяти и воображения для производства визуальных образов многообразных человеческих характеров… Блейк иногда рисовал их с такой убеждённостью, что Варли, кажется, считал их фактическими портретами.»
Другой исследователь Блейка Кэтлин Рейн высказала своё мнение таким образом:
«Наконец, в Варли Блейк нашёл друга, который не считал его видения „безумными“. Варли был астрологом и, видимо, высокопрофессиональным. Скептический Гилкрист признает, что его прогнозы были удивительно точны. Варли, вероятно, был также учеником и последователем других эзотерических учений, и именно благодаря его поддержке и в его компании, Блейк был вовлечён в работу над рисунками (с беззаботным настроением, как видно) этих странных „голов духов“. Кому-то это может напомнить о Сведенборге, который беседовал с духами умерших почти в качестве самого обыденного занятия. Эти рисунки, — хотя, можно сказать, менее творчески вдохновенные, чем более серьёзной работы Блейка, — являются более-чем-реалистическим качеством, свидетельствующим, по крайней мере, об удивительной силе его визуальной фантазии.»

## Описание
Джон Варли предоставил Блейку несколько альбомов различных размеров для создания этих рисунков — это так называемые «Книги набросков Блейка — Варли» («Blake-Varley Sketchbooks», сокр. BVS). Ученые пришли к выводу о существовании трех альбомов, в которых содержались рисунки. Два были приобретены коллекционерами, а третий до сих пор не обнаружен, хотя факт его существования подтверждается документами того периода и имеющимися отдельными страницами, явно извлечёнными из него. Были также обнаружены и другие рисунки на отдельных листах бумаги, некоторые из которых некогда были частью того или другого альбома, другие же, вероятно сразу же делались на отдельных листах.
Некоторые из этих рисунков, выполненных на отдельных листах, сохранились только в копиях, сделанных, как предполагается, Линнеллом. Хотя многие другие работы этой серии были перечислены в документальных материалах Варли и Линнела, они не были обнаружены и, возможно, утеряны навсегда. К этим утерянных работам принадлежат: Альфред Великий, Клеопатра, Святой Дунстан, Эдуард IV; Элеонора Кастильская (жена Эдуарда I), Гай Фокс, Генрих I (король Англии), Генрих II (король Англии), Езекия, Макбет, король Шотландии, Леди Макбет, «основатель пирамид», Ричард III, Давид Риччо, Ричард (герцог Нормандии), Роберт (герцог Нормандии), Король Руфус, Семирамида, Уильям Шекспир, и др.
«Книги набросков Блейка — Варли»:
- Малая книга набросков Блейка — Варли (обнаружена в 1967 году)
- Большая книга набросков Блейка — Варли (обнаружена в 1989 году)
- Фолио-книга набросков Блейка 0151 Варли (не обнаружена)

## Малая книга набросков Блейка-Варли

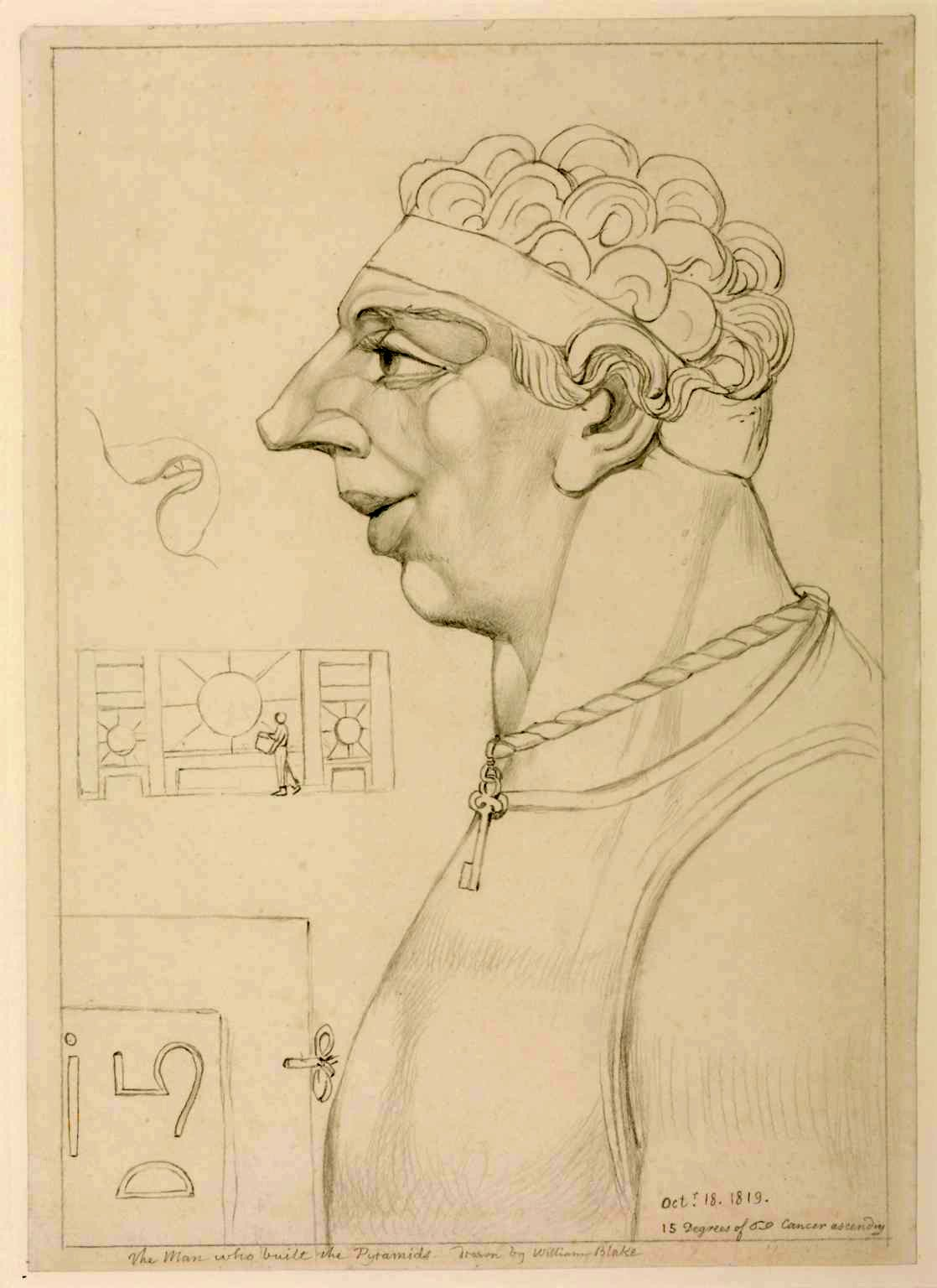
с. 102. Человек, строивший пирамиды (Butlin #752)

Книга набросков (ок. 1819, Butlin #692, теперь разрозненная), местонахождение которой было неизвестно в течение почти что столетия, была приобретена в 1967 году Д. Е. Клейтоном-Смитом (D. E. Clayton-Smith), а затем описана и репродуцирована в 1969 году Мартином Батлином (Martin Butlin)  см. Библиографию ниже) Это альбом 155×105 мм с водяным знаком 1806 содержит по крайней мере 36 работ Уильяма Блейка, включая:
- Матильда (королева Англии)
- Каратак (Butlin #719)
- Фокенберг
- Принц Артур
- Гарольд II, убитый в битве при Гастингсе
- Ирод I Великий
- Коринна? (in profile)
- Антиной?
- Иоанн (король Англии)
- Мерлин
- Первая жена Джона Мильтона
- Дьявол и человек в доспехах
- Призрак Блохи
- Человек, строивший пирамиды (#752)
- Вольтер в профиль
- Эдуард VI? с остроконечным воротником
- Лаиса из Коринфа, куртизанка
- Ричард Львиное Сердце
- Рак (#751)

и ещё насколько неизвестных портретов.
| Изображение | Название                                                    | Детали | Описание |
| ----------- | ----------------------------------------------------------- | --- | --- |
|             | Духовный портрет Каратака                                   | ок. 1819; 195×150 мм (находился в коллекции сэра Джеффри Кейнса). [Small BVS, с. 36; Butlin #719, Varley (списки) A1, B20]      | Выразительный образ героического лидера и Короля Британцев (родившегося ок. 10 года нашей эры, и умершего ок. 50 года) в борьбе против римского императора Клавдия. На обратной стороне пейзажный рисунок работы Варли. |
|             | Духовный портрет Гарольда II, убитого в битве при Гастингсе | ок. 1819; 155×205 мм (Коллекция Роберта Н. Эссика.) [Small BVS, с. 76; Varley A15]                                              | Гароль Годвинсон, or Гарольд II английский (ок. 1022 — 14 октября 1066), последний англосаксонский король Англии, убитый в битве при Гастингсе, борясь с норманскими завоевателями, руководимыми Вильгельмом Завоевателем. В «Истории норманов» Аматуса Монтекассино (Amatus of Montecassino), написанной 30 лет спустя Гастингской битвы, было сказано, что Гарольд погиб от стрелы, пронзившей его глаз, что ясно показано на рисунке Блейка. Рисунок был упомянут в журнале «Урания» («Urania», 1825, p. 407): «Картина мистера Блейка 'Страшный Суд', его профильные портреты Уоллеса, Эдуарда VI, Гарольда, Клеопатры и многие другие поистине замечательны по тому духу с которым они изображены.» |
|             | «Призрак Блохи, голова в профиль»                           | c. 1819; карандаш на бумаге, 189×153 мм (Тейт Британия, Лондон) [Small BVS, с. 98 (в профиль); Butlin #750]                     | Блейковский Призрак Блохи изображён в этой книге дважды: в полный рост, с. 94; и в профиль, с. 98. Так выглядит Призрак Блохи и ещё два портрета награвированные в «Трактате по зодиакальной физиогномике» Варли: |
|             | «Человек, строивший пирамиды»                               | 18 окт. 1819; 300×215 мм (Тейт Британия, Лондон) [Small BVS, с. 102; Butlin #752]                                               | Как замечает Кейнс, «Блейк передал в этом изображении строителя свою неприязнь к математическому материализму египтян и их архитектуре. Маленький рисунок сбоку показывает толстые раскрытые губы призрака. Рисунок в центре, видимо, мастерская каменотёса. Внизу — книга с иероглифами на обложке. Рядом с названием Варли указал точную дату создания рисунка: 18 окт. 1819.» The replica attributed to John Linnell (1825). |
|             | Эдуард VI? с остроконечным воротником                       | c. 1819; 205×157 (коллекция м-ра Д. Е. Клейтона-Смита, Англия) [Small BVS, с. 108]                                              | Кейнс описал это как «Голову неизвестного призрака», «но это может быть видением принца королевского дома. На его плече герб с тремя английскими львами». Бентли предполагает, что это король Англии Эдуард VI. |
|             | «Рак»                                                       | c. 1820; 165×114 мм. (коллекция м-ра Леонарда Баскина, Смит-колледж, Нортхэмптон, Масс.) [Small BVS, страница «c»; Butlin #751] | Рисунок подписанный Джоном Варли «Рак», астрологический знак, который ассоциируется с созвездием Рака. Однако Блейк мог иметь в виду автошарж. Джекоб Броновский в своей книге «Человек без маски» (A Man Without a Mask, 1943) назвал «Пророческим портретом Уильяма Блейка». Варли включил изменённую версию этого рисунка в свой «Трактат по зодиакальной физиогномике» см. Библиографию ниже). Вот гравюры по блейковским рисункам: «Монета Навуходоносора, явленная мистеру Блейку в его видении» (#709) и «Голова Рака» (#751) |

## Большая книга набросков Блейка-Варли

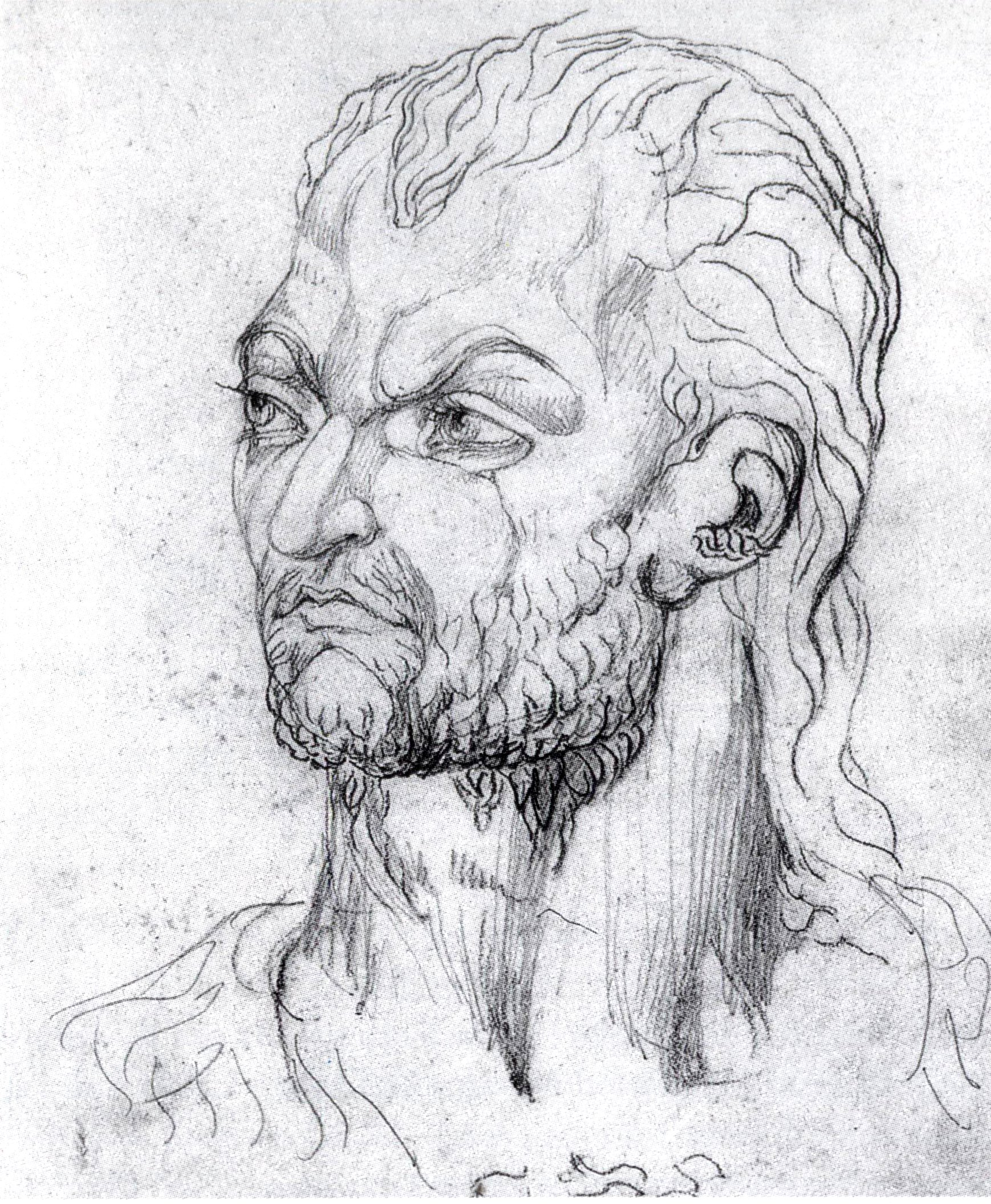
pp. 59, 77? Оуайн Глиндур

Эта книга набросков была продана коллекционеру Аллану Паркеру на аукционе Кристис (Лондон). Все рисунки были напечатаны в каталоге аукциона 21 марта 1989 года. Это альбом 254×203 мм с водяным знаком: C. BRENCHLEY 1804. Листы были пронумерованы 1—89? и позднее 22 листа было вырезано из альбома бритвой и затем некоторые из них возвращены на своё место, из-за этого нумерация листов в альбоме крайне усложнена и запутана. Книга содержит более 60 блейковских рисунков, включая:
- Кнуд Великий с тёсными волосами и глазами  (Butlin #721) вырезано из альбома бритвой
- Соломон  (#702) вырезано
- Кассивелаун The British Chief  (#716) вырезано
- Боудикка  (#717) вырезано
- Мерлин (вырезано) [называемый также «Уэльский Бард, Иов или Моисей?»]
- Королева Элеанора, жена Генриха II и мать Ричарда I  (#727) вырезано
- Оуайн Глиндур  (#743) вырезано
- Иоанн (король Англии)  (#731) вырезано
- Генри Перси Henry Горячая Шпора  (#745) вырезано
- Уот Тайлер срисованный Блейком с его призрака  (#737) вырезано
- Собиратель налогов, убитый Уотом Тайлером  (#742) вырезано
- Матильда (королева Англии), мать Генриха II  (#725) вырезано
- Дочь Уот Тайлера  (#741) вырезано
- Бастард Фокенберг (Томас Невилл[англ.]),  (#730) вырезано
- Александр Великий
- Генрих V
- Чёрный принц
- Робин Гуд
- Фараон, знавший Иосифа
- Любовница Иосифа (Жена Потифара)
- Перкин Уорбек
- Вортигерн
- Ровена (третья жена Вортигерна
- Джон Фелтон, убийца герцога Бекингема
- Джон Мильтон в детском возрасте
- Джон Мильтон в юношестве
- Карл Великий
- Младшая дочь Джона Мильтона
- Старшая дочь Джона Мильтона
- Бертран из Гурдона, ранивший короля Ричарда Львиное Сердце стрелой
- Капитан Ричарда Львиное Сердце кто заживо содрал кожу с Бертрана из Гурдона
- Джек Шеппард под виселицей
- Полковник Блад, пытавшийся украсть корону
- Ричард Невилл, 16-й граф Уорик брат Эдуарда IV
- Изабелла Французская, жена Эдуарда II и мать Эдуарда III
- Роберт I Брюс, король Шотландии
- Гальфрид Монмутский
- Оссиан
- Корнелиус Агриппа
- Мисс Бланди, отравившая своего отца, Мать Браунригг, Элоиза, Графиня Эссекская, отравившая Овербури, и Папесса Иоанна
- Кэтрин Хайес сожжённая за убийство своего мужа
- Томас Бекет, проповедующий
- Мария Стюарт
- Хепберн, Джеймс, 4-й граф Ботвелл
- Том Никсон, идиот, автор Пророчеств
- Писистрат
- Дочь Уильяма Шекспира
- Ксантиппа, жена Сократа
- Олимпия, возможно, мать Александра Великого
- Жена Уильяма Шекспира
- Ричард Сэвидж, поэт
- Сэр Роберт Люси, обвинитель Уильяма Шекспира

| Изображение | Название                                                                    | Детали | Описание |
| ----------- | --------------------------------------------------------------------------- | --- | --- |
|             | « Ричард Невилл, 16-й граф Уорик брат Эдуарда IV, нарисованный У-м Блейком» | ок. 1819; 254×203 мм. (Коллекция Аллана Паркера. Кристис имиджис лимитед 2001) [Large BVS, с. 38.]                                         | Ричард Невилл, 16-й граф Уорик (1428—1471) был одним из предводителей Йорков в Войне алой и белой розы, в течение которой он помог свергнуть короля Генриха VI из династии Ланкастеров в пользу короля Эдуарда IV из династии Йорков. |
|             | «Полковник Блад, пытавшийся украсть корону»                                 | ок. 1819; 254×203 мм. (Коллекция Аллана Паркера. Кристис имиджис лимитед 2001) [Large BVS, с. 39.]                                         | Жизнь Полковника Томаса Блада (1618—1680) была полна приключений. Ему удалось украсть из лондонского Тауэра королевскую корону, но король Карл II его за это не только простил, но и приблизил к себе. |
|             | «Оуайн Глиндур»                                                             | ок. 1819; 254×203 мм. (Коллекция Аллана Паркера. Кристис имиджис лимитед 2001) [Large BVS, с. 59 (также с. 77, Butlin 743)]                | О́уайн Гленду́р (1349 или 1359 — ок. 1416), коронованный как Оуайн IV Уэльский, был последним валлийцем, носившим титул принца Уэльского. Он был инициатором ожесточенного и длительного, но в итоге неудачного восстания против английского господства в Уэльсе. Шекспир описал его в пьесе «Генрих IV» как дикого и странного человека, обуреваемого эмоциями и влекомого магией. В Уэльсе считается национальным героем наряду с королём Артуром. |
|             | «Уот Тайлер срисованный Блейком с его призрака»                             | ок. 1819; 254×203 мм, graphite (Библиотека и музей Моргана Нью-Йорк, Дар Чарльза Рискампа, 1999) [Large BVS, с. 73? вырезано; Butlin #737] | Уолтер «Уот» Тайлер (1341—1381) известный предводитель крупнейшего в средневековой Англии крестьянского восстания 1381 года. |

## Фолио-книга набросков Блейка — Варли
Книга набросков Блейка-Варли размером ин-фолио не была обнаружена в своём полном виде. Однако известны три отдельных листа с «головами призраков» поэтов Пиндара и Коринны, а также куртизанки Лаисы из Коринфа. Рисунки выполнены на больших листах a 42×27 см с водяным знаком: W TURNER & SON.
| Изображение | Название                                                    | Детали                                                                                         | Описание |
| ----------- | ----------------------------------------------------------- | ---------------------------------------------------------------------------------------------- | --- |
|             | «Коринна соперница Пиндара» и «Коринна, греческая поэтесса» | ок. 1820; 262×417 мм (Университет Канзаса, Музей искусства, Лоренс, Канзас, США) [Butlin #708] | Два изображения одного и того же женского лица в фас и профиль. Рот Коринны полуоткрыт, как будто она декламирует свои стихи. |
|             | Духовный портрет Коринны, фивянки — Деталь 1                | (Butlin #708A)                                                                                 | Коринна — (Κόριννα) лирическая поэтесса Древней Греции, жившая около V века до н. э., прозванная Μυία, то есть «мухой», родом из Танагры в Беотии.                                                                                  |
|             | Духовный портрет Коринны, фивянки — Деталь 2                | (Butlin #708B)                                                                                 | Коринна долго жила в Фивах, почему иногда называется фивянкой. Утверждают, что она победила на поэтическом соревновании знаменитого Пиндара, по некоторым версиям пять раз подряд, но обычно считают, что она была его наставницей. |

## Головы призраков на отдельных листах

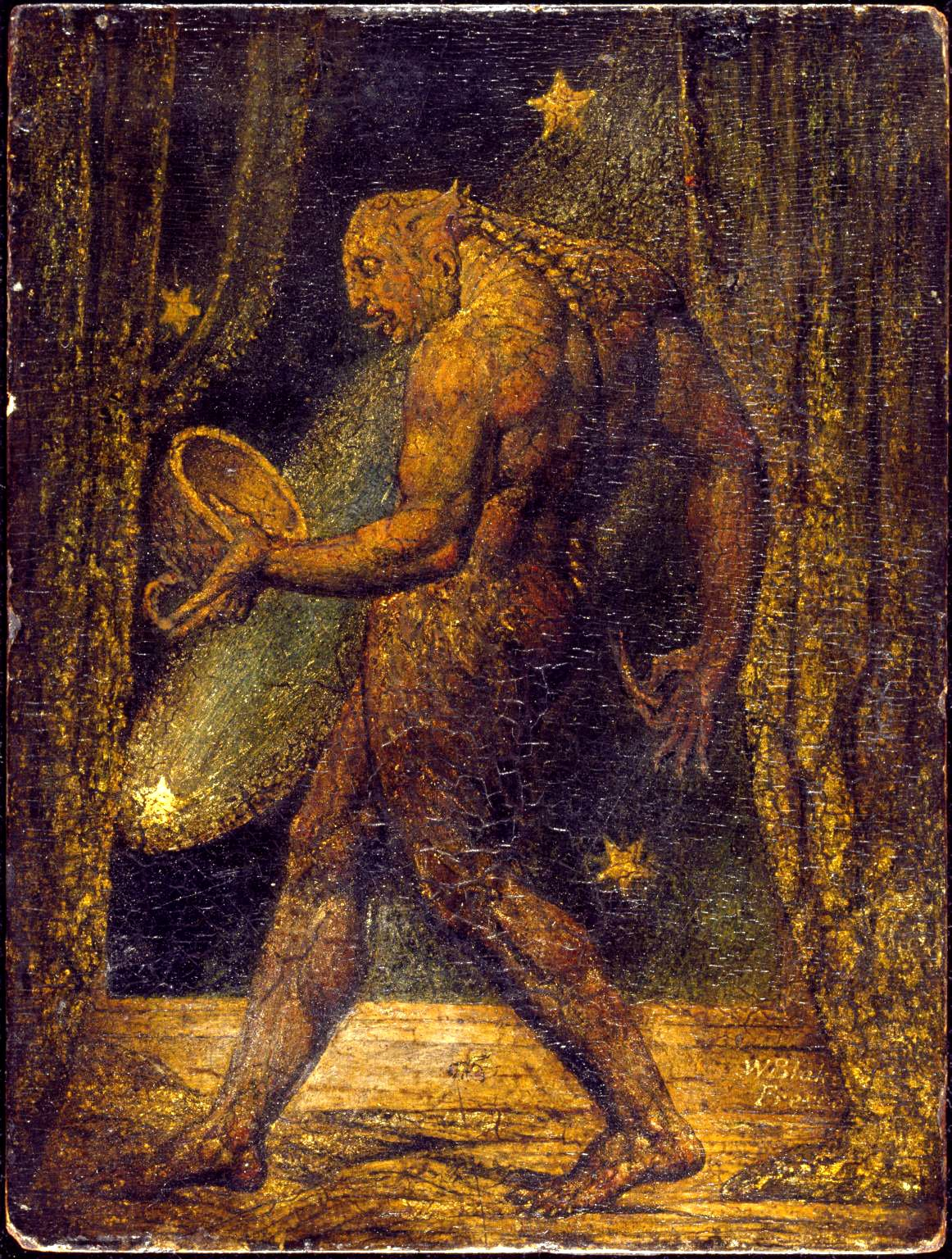
Призрак Блохи (темпера на дереве)

Существует более 50 отдельных листов с рисунками из серии Головы призраков, в том числе:
- Сатана в шлеме с перьями  (Butlin #693)
- Сатана в виде чёрта у зарешечённого окна Блейка (#694)
- Лот  (#695)
- «Египетский надзиратель, убитый и похороненный Моисеем» и «Саул царь Израиля под влиянием Злого Духа»  (#696)
- Саул  (#697)
- Давид  (#698)
- Урия и Вирсавия  (#699)
- Соломон  (#700)
- Иов  (#703)
- Монета Навуходоносора, явленная мистеру Блейку в его видении (#704)
- Иосиф и Мария и комната, в которой их можно видеть  (#705)
- Голова Ахиллеса  (#707)
- Лаиса, ступня и лодыжка  (#712)
- Сократ  (#713 и #714)
- Молодой фавн  (#715)
- Боудикка?  (#718)
- Каратак, обратный оттиск  (#719)
- Мухаммед  (#720)
- Кнуд Великий, обратный оттиск  (#723)
- Королева Алиенора Аквитанская, жена Генриха II и мать Ричарда I  (#726)
- Мёртвый убийца, лежащий у ног Эдуарда I и Саладин.  (#728)
- Ричард Львиное Сердце  (#729)
- Уильям Уоллес и Эдуард I  (#734)
- Эдуард I  (#735)
- Эдуард III  (#735, 736)
- Томас Грей, поэт and Роджер Бэкон  (#746)
- Генрих VIII (король Англии)? в юности  (#747)
- Старый Том Парр в молодые годы  (#748)
- Дух Вольтера, изображённый Блейком  (#749)
- Призрак Блохи, темпера  (#750)
- Человек, строивший пирамиды, изображённый Уильямом Блейком, Окт. 18, 1819.  (#752)
- Человек, учивший Блейка живописи в его сновидениях  (#753)
- Видение Человека, от которого мистер Блейк получил наставление в живописи и проч., обратный оттиск  (#754)
- «Портрет Человека, наставлявшего Блейка живописи и проч. в его сновидениях» и «Видение Человека, от которого мистер Блейк получил наставление в живописи и проч.», копия (? Линнелла) (#755)
- Голова призрака  (#759)
- Пять женских голов призраков 270×324 мм.  (#765)

etc.
| Изображение | Название                                                                                             | Детали | Описание |
| ----------- | --- | --- | --- |
|             | «Урия муж Вирсавии» и «Вирсавия»                                                                     | ок. 1820; 205×330 мм, водяной знак «JH 1818»; (Библиотека Хантингтона и Галерея, Сан Марино, Кал.) [Butlin #699]                                                                         | Две головы в профиль, нарисованные для Варли и Линнелла. |
|             | Голова Иова                                                                                          | ок. 1823; 260×200 мм, водяной знак «SMITH & ALLNUTT 1815»; (было в коллекции Сэра Джеффри Кейнса) [Butlin #703]                                                                          | «Очень тщательный рисунок, связанный с блейковскими Иллюстрациями к Книге Иова. Рисунок напоминает больше всего образ Иова на иллюстрации № 14 из этой серии, где Иов взирает на Небеса и 'все сыны Божии восклицают от радости'.» |
|             | «Иосиф и Мария и комната, в которой их можно видеть»                                                 | ок. 1820; 200×315 мм. (Библиотека Хантингтона и Галерея, Сан Марино, Кал.) [Butlin #705; Varley A30, B38]                                                                                | «Это тщательно изображённые образы видения молодой четы, наклонивших головы друг к другу. Руки Марии скрещены на её груди. Между их головами мы видим маленький рисунок 'комнаты, где мы можем видеть их' в блейковском видении в полный рост с кроватью на заднем плане. Позади Иосифа расположена фигура высокого бородатого человека, возможно, это его отец.» |
|             | Сократ, голова призрака Архивная копия от 4 марта 2016 на Wayback Machine                            | ок. 1820; 219×184 мм, графит на белой веленевой бумаге (Йельский центр британского искусства, Йельский университет, Нью-Хэйвен , Коннектикут, Коллекция Пола Меллона) [Butlin #714]      | Генри Крабб Робинсон писал в своих Воспоминаниях 23 февраля 1852: «Это было 10 декабря 1825 года. …отвечая на мой вопрос, Блейк сказал: „Духи говорили со мной“. Это заставило меня заметить: „Сократ пользовался совершенно таким же языком. Он разговаривал со своим Гением. Теперь скажите, что родственного или сходного, как Вы полагаете, между Гением, вдохновлявшим Сократа и вашими Духами?“ Он улыбнулся, словно испытывая чувство удовлетворённого тщеславия. „Это одно и то же, как и наши лица“. Он помолчал и сказал: „Я был Сократом, — а затем, словно поняв, что зашёл слишком далеко, добавил, — или кем-то вроде его брата. Я, должно быть, разговаривал с ним. Так же, как я разговаривал с Иисусом Христом. Я разговаривал с ними обоими“.» |
|             | «Королева Элеонора»                                                                                  | ок. 1820; 195×155 мм. (Библиотека Хантингтона и Галерея, Сан Марино, Кал.) [Butlin #726; Varley A9, B23]                                                                                 | Этот рисунок был определён Мартином Батлиным и Джеффри Кинсом как «Королева Элеанора, жена Эдуарда I», вероятно, ошибочно, ибо Бентли указывает, «Голова призрака королевы Элеаноры, жены Эдуарда I» была утеряна. |
|             | Мёртвый убийца, лежащий у ног Эдуарда I и Саладин                                                    | ок. 1820; 223×140 мм, водяной знак «SMITH & ALLNUTT 1815»; (Библиотека Хантингтона и Галерея, Сан Марино, Кал.) [Butlin #728]                                                            | Две головы в профиль, нарисованные для Джона Варли. Сверху изображён лежащий человек, и подписано: «Убийца, лежащий мёртвым у ног Эд. I в святой земле». Это был посланник из Яффы, иерусалимского портового города, который пытался убить Эдуарда I во время его крестового похода в 1272. Внизу голова Саладина, египетского султана в период третьего Крестового похода в XII веке. |
|             | «Уильям Уоллес и Эдуард I»                                                                           | ок. 1819; 198×269 мм. (Коллекция Роберта Н. Эссика) [Butlin #734] | «Шотландский патриот Уильям Уоллес (1270—1305) явившийся Блейку в видении которое превратилось в призрак смертельного врага Уоллеса, Эдуарда I (1272—1307), которых Блейк распознал по их внешности. Линнелл скопировал оба изображения в октябре — ноябре 1819 года.» |
|             | Голова призрака Эдуарда III?                                                                         | ок. 1819 240×204 мм, водяной знак «J GREEN 1819» графит и карандаш [Butlin #735], коллекция У. Апплтона                                                                                  | «Во время разговора Блейка с призраком Эдуарда III, король выразил своё недовольство, „нахмурив бровь“.» В юности Блейк написал пьесу «Король Эдуард III». |
|             | Томас Грей, поэт, и Роджер Бэкон                                                                     | ок. 1820 197×162 мм, (Пембрук-колледж, Кембридж, Англия) [Butlin #746] | Две головы призраков в профиль. Справа: Роджер Бэкон (ок. 1214—1294) английский философ и естествоиспытатель, вступивший в орден францисканцев; слева: Томас Грей, (1716—1771) английский поэт-сентименталист XVIII века, предшественник романтизма, историк литературы и профессор Кембриджского университета, получивший широкую известность главным образом благодаря своему стихотворению «Элегия на сельском кладбище» («Elegy Written in a Country Churchyard») (1750), трижды переведенная на русский язык В. Жуковским. Блейк выполнил серию из 116 акварельных иллюстраций к его стихам в 1797—1798. |
|             | Старый Том Парр в молодые годы (#748)                                                                | ок. 1820; 300×185 мм, водяной знак «1810»; (Библиотека Хантингтона и Галерея, Сан Марино, Кал.) [Butlin #748]                                                                            | Старый Том Парр — английский крестьянин, который, как считалось, прожил 152 года. Под рисунком подписано: «старый Парр в свои молодые годы, а именно в 40 лет», а затем «Авг. 1820/У. Блейк нарисовал.». |
|             | Дух Вольтера, изображённый Блейком                                                                   | ок. 1820; 230×152 мм. (Д-р. Джон Липскомб, Кентербери, Англия) [Butlin #749] | Подпись под рисунком сделана Джоном Варли. Раньше, в 1800 году, Блейк написал портрет Вольтера темперой для украшения библиотеки Уильяма Хейли. О Вольтере Блейк на раз упоминал в своих стихах. |
|             | Голова Призрака Архивная копия от 29 сентября 2013 на Wayback Machine                                | ок. 1819—1820; 191×143 мм, графит на белой веленевой бумаге (Йельский центр британского искусства, Йельский университет, Нью-Хэйвен , Коннектикут, Коллекция Пола Меллона) [Butlin #759] | Голова неизвестного призрака. |
|             | Пять женских голов призраков Архивная копия от 29 сентября 2013 на Wayback Machine                   | ок. 1819—1820; 270×324 мм, графит на белой веленевой бумаге (Йельский центр британского искусства, Йельский университет, Нью-Хэйвен , Коннектикут, Коллекция Пола Меллона) [Butlin #765] | Пять женских голов призраков. Этот рисунок был воспроизведен в книге Аю Гилкриста «Жизнь Уильяма Блейка» качестве заставки главы, посвящённой этой теме. |
|             | «Видение Человека, от которого мистер Блейк получил наставление в живописи и проч.», обратный оттиск | ок. 1819; 295×235 мм. (Тейт Британия) [Butlin #754] | Существует несколько почти идентичных рисунков на этот сюжет, некоторые из них — копии, как считается, выполненные Джоном Линнеллом. (#755). |
|             | «Человек, учивший Блейка живописи в его сновидениях»                                                 | ок. 1825; 260×206 мм, графит на бумаге (Тейт Британия) [Butlin #755] | Это копия, возможно, выполненная Джоном Линнеллом. Многие исследователи, включая Бентли, находят большое сходства в чертах лица этого призрака с автопортретом Блейка, сделанным в 1802 году: |

## «Головы призраков» в музыке
- «Головы призраков» (Visionary Heads), пять пьес для фортепиано по рисункам Уильяма Блейка Op. 172 (2013), сочинение русско-британского композитора Дмитрий Н. Смирнова → см. на YouTube Архивная копия от 16 февраля 2015 на Wayback Machine